# Andreas Schäfer (Regisseur)
Andreas Schäfer (* 29. Juni 1957 in Solingen) ist ein deutscher Regisseur, Autor und Künstlerischer Leiter.

## Beruflicher Werdegang
Nach seinem Abitur am Solinger Gymnasium Schwertstraße im Jahr 1977 arbeitete er als Buchhändler und von 1981 bis 1983 als Korrektor beim Bundesanzeiger-Verlag. Von 1985 bis 1990 war er Berater des nordrhein-westfälischen Landtagsabgeordneten Ernst Martin Walsken. Ab 1990 arbeitete er als Künstlerischer Leiter, zunächst bis 1994 bei der Volksbühne Solingen und anschließend bis 1996 beim Solinger Kulturzentrum Cobra, bei dem er zu den Gründern und Initiatoren zählt. Er besuchte die Master Class von Actors Studio-Mitbegründer Robert Lewis im Jahr 1991.
Seitdem ist Schäfer als freiberuflicher Autor, Regisseur und Künstlerischer Leiter tätig. Bis 2013 leitete er zusammen mit seiner Partnerin, der Schauspielerin Claudia Gahrke, das Künstlerkollektiv Artcore, danach den Nachfolger Astronautenkost, dessen Schirmherr der Schauspieler Günter Lamprecht bis zu seinem Tode war. Er inszenierte zwei Federico-Fellini-Filme erstmals für das Theater. Für seine Theaterprojekte wählt er häufig ausgefallene Orte wie eine ehemalige Müllhalde, Gärten oder Diskotheken. 2014 initiierte und kuratierte er die Ausstellung Socks for Life mit Werken von Robert Wilson, Elfriede Jelinek, Ruprecht von Kaufmann und René Böll im Gebäude des Europäischen Parlaments in Brüssel, wofür er unter anderem den European Best Event Award in Silber erhielt.
Andreas Schäfer veröffentlicht regelmäßig Essays über Kunst und Theater und war Gastdozent an der Internationalen Fachhochschule Bad Honnef-Bonn. Von 1998 bis 2020 schrieb er regelmäßig für die Zeitschrift Event Partner. Er betreute hierfür eine langjährige Interviewreihe, die auch die Grundlage zu seinem ersten Buch als Autor bildete. Seit 2009 ist er Chefredakteur des Künstlermagazins showcases, für das er Prominente wie Richard Rogler, WestBam oder Sarah Wiener als Gastautoren gewinnen konnte.
Schäfers künstlerischer Schwerpunkt sind Stoffe von den Nazis verfolgter Künstler wie Else Lasker-Schüler, Henriette Hardenberg, Lili Grün oder wie Charlotte Salomon mit dem Hörbuchpreisträger 2006 Bodo Primus. 2011 inszenierte er im Solinger Theater ein Live-Hörspiel über Shalom Sechvi, einen Überlebenden des Holocaust und Bürger der Solinger Partnerstadt in Israel, Ness Ziona. 2017 startete in Stockholm das Projekt Transitraum Else. Beteiligt waren dort die Schauspielerinnen Claudia Gahrke und Inger Nilsson. Weitere Stationen folgten in Dublin, Zürich, New York und Pacific Palisades. In der Feuchtwanger-Villa, Villa Aurora, trat Lainie Kazan an der Seite von Claudia Gahrke auf. In London war es John Nettles.
2018 realisierte er für den Solinger Kunstverein das Projekt (UN)SICHTBAR, bei dem Studenten und eine Dozentin der Kunsthochschule für Medien die Solinger Synagoge auf einem Hochbunker wieder sichtbar machten, der an der Stelle erbaut wurde, wo die Synagoge 1938 von SA-Leuten und einem Solinger Mob in der Pogromnacht zerstört wurde.
2020 war Schäfer einer von landesweit fünf Förderpreisträgern des Wettbewerbs Open Call Digitale Dramaturgie des NRW KULTURsekretariats. Das prämierte Konzept konnte für das Theater Solingen als Browserspiel Romea und Julio verwirklicht werden. 2021 realisierte er darüber hinaus das Internetprojekt Giordano Bruno Remote basierend auf dem Aschermittswochmahl von Giordano Bruno mit Bodo Primus. 2022 veröffentlichte er Sushi:das Hörspiel mit Claudia Amm. 2023 inszenierte er Das Orlando-Projekt nach Virginia Woolf u. a. mit Claudia Gahrke, Mark Weigel, Herbert A. Mitschke, Özlem Özgül Dündar und der Band Suprafon im Theater Solingen.
Im Oktober 2024 inszenierte er im Theater Solingen das Stück Warten auf die Freiheit über den Maler und Widerstandskämpfer Ernst Walsken.
Schäfer ist seit 1993 Mitglied der Else-Lasker-Schüler-Gesellschaft und seit 2021 Mitglied der Virginia Woolf Society of Great Britain.

## Regie (Auswahl)
- König Ubu von Alfred Jarry, mit dem Auer Orchester, Solingen
- Die Nächte der Cabiria von Federico Fellini, Solingen
- La Strada von Federico Fellini, Solingen
- Quartett von Heiner Müller Solingen, Stuttgart, Marburg, London
- Sid & Nancy von Ben Becker, Düsseldorf
- All Around the world", EXPO 2000 für die Deutsche Telekom, Hannover
- Ich bin eine Mikrobe, Fraunhofer-Gesellschaft, Dresden
- ContractFuture 2030, Initiativkreis Ruhrgebiet, Essen
- Real Poetry von Else Lasker-Schüler, Wuppertal, Breslau, Köln, Berlin
- Leben? Oder Theater? von Charlotte Salomon, Wuppertal, Berlin, Wien, Tel Aviv, Sanary-sur-Mer
- IchundIch von Else Lasker-Schüler, Solingen, Wuppertal
- Transit Lounge Else über Else Lasker-Schüler, Stockholm, Zürich, New York, Pacific Palisades, London, Dublin
- Giordano Bruno Remote über Giordano Bruno, Internetprojekt
- Das Orlando-Projekt nach Virginia Woolf, Solingen
- Ernst Walsken: Warten auf die Freiheit von Claudia Gahrke, Solingen

## Audioproduktionen
- Die kreisende Weltfabrik : Claudia Gahrke liest Else Lasker-Schüler. Solingen: Valve Records 2011. ISBN 978-3-00-034993-5
- Vorwiegend heiter : Claudia Gahrke liest zumeist lustige Gedichte. Solingen: Valve Records 2021. ISBN 978-3-00-067501-0
- Sushi : Das Hörspiel. Solingen: Valve Records. ISBN 978-3-00-069680-0
- Das Orlando-Projekt : Das Hörspiel. Solingen: Valve Records. ISBN 978-3-00-072037-6

## Publikationen
- Doppelband: Warten auf die Freiheit & Gemälde • Grafik • Zeichnungen. Duisburg: swws verlag 2009. ISBN 978-3-9812100-0-2 (als Hrsg.)
- Durch den menschlichen Kosmos. Berlin: Uni-Edition 2011. ISBN 978-3-942171-51-9

## Beiträge
- Handwerk und Magie in der vierten Dimension – Über die Grundlagen der Dramaturgie und Inszenierung, in: Event & Marketing 2, Frankfurt am Main: Deutscher Fachverlag 2004. ISBN 3-87150-859-4, S. 107–118.
- Auf die Haltung kommt es an. Vermischte Bemerkungen zu Inszenierungen im Feld von Kommunikation, Bedeutung und Sinn, in: Handbuch Erlebnis-Kommunikation, Berlin: Erich Schmidt Verlag 2016. ISBN 978-3 503 16641 1, S. 197–204.
- Events des Bösen?, in: Atmosphären des Populären II, Berlin: Uni-Edition 2016. ISBN 978-3-944072-78-4, S. 317–323.
- Transitraum Else, mit Claudia Gahrke, in Meinwärts – das Herz der Avantgarde, Wuppertal: Peter Hammer Verlag. ISBN 978-3-7795-0657-7, S. 98–101.